# Klobiodon
Klobiodon es un género de pterosaurio ranforrínquido que vivió en el Jurásico Medio en la Formación Taynton de Oxfordshire, Inglaterra. 

## Etimología
La especie tipo de Klobiodon es Klobiodon rochei . El nombre del género Klobiodon significa "diente de jaula pequeña", del griego κλωβίον, klobion, "jaula pequeña", y ὀδών, odon, "diente", en referencia a los grandes lanarios anteriores que parecen formar una trampa de peces, mientras que el nombre específico rochei honra al dibujante de cómics Nick Roche por sus diseños anatómicamente correctos inspirados en dinosaurios.

## Descubrimiento
El holotipo de Klobiodon rochei, NHMUK PV OR 47991, fue mencionado por primera vez por George Robert Waterhouse (1878) como parte de la colección del Museo Británico de Historia Natural, donde menciona que Richard Owen intento nombrar el ejemplar Pterodactylus raptor en un manuscrito inédito. Había sido donado por Robert Marsham. Richard Lydekker (1888) se refirió al espécimen como Rhamphorhynchus depressirostris (listado por él como Rhamphocephalus depressirostris). En su revisión de los restos de pterosaurios del Gran Grupo Oolita, Michael O'Sullivan y David Martill (2018) declararon a Rhamphorhynchus depressirostris un nomen dubium en ?Scaphognathinae indeterminatae, acuñando Klobiodon rochei para NHMUK PV OR 47991. Un segundo espécimen, OUM J.28410, fue referido a la especie pero solo provisionalmente porque carece de dientes diagnósticos.

## Descripción
Klobiodon es uno de los pterosaurios más grandes conocidos del Jurásico medio. Su envergadura adulta se estimó en dos metros.
Los autores descriptores establecieron una serie de rasgos distintivos. La mandíbula inferior muestra una combinación única de lanarios alargados en forma de colmillos delanteros con dientes cortos y robustos en una posición más hacia atrás. Los dientes más hacia atrás son al menos 1.3 veces más largos que sus alvéolos son anchos. El laniario trasero es al menos 1.4 veces y tal vez 2.4 veces más largo que el diente en su parte posterior (que podría ser un diente de reemplazo solo parcialmente erupcionado). Los laniarios más largos son al menos 1,5 veces más altos que el grosor vertical del hueso frontal de la mandíbula inferior que lleva los dientes, el dentario, en su punto más alto.
La mandíbula inferior tiene una longitud preservada de catorce centímetros. Al frente, se curva gradualmente hacia abajo. Una pieza en el frente se ha roto. La longitud original de la mandíbula, incluida esta pieza, se estimó en unos dieciocho centímetros. Los autores asumieron que la pieza faltante había tenido un diente adicional. El fósil muestra cuatro dientes, que entonces habrían sido del segundo al quinto. El segundo y tercer diente son alargados, recurvados e inclinados hacia adelante. Tales dientes se llaman laniarios. Los dientes cuarto y quinto son notablemente más cortos pero casi tan anchos, lo que les da una apariencia robusta. También son más rectos, especialmente en sus bordes traseros, y perpendiculares a la mandíbula.

## Filogenia
Klobiodon se colocó en Rhamphorhynchidae en 2018. En varios lugares del artículo descriptivo, se sugiere una posición en Rhamphorhynchinae, pero los autores finalmente determinan que también podría ser miembro de Scaphognathinae, y concluyen: "Klobiodon rochei, por lo tanto, se identifica de manera conservadora aquí como miembro de Rhamphorhynchidae en lugar de ser asignado a cualquiera de los subgrupos".